# Belle en het Beest

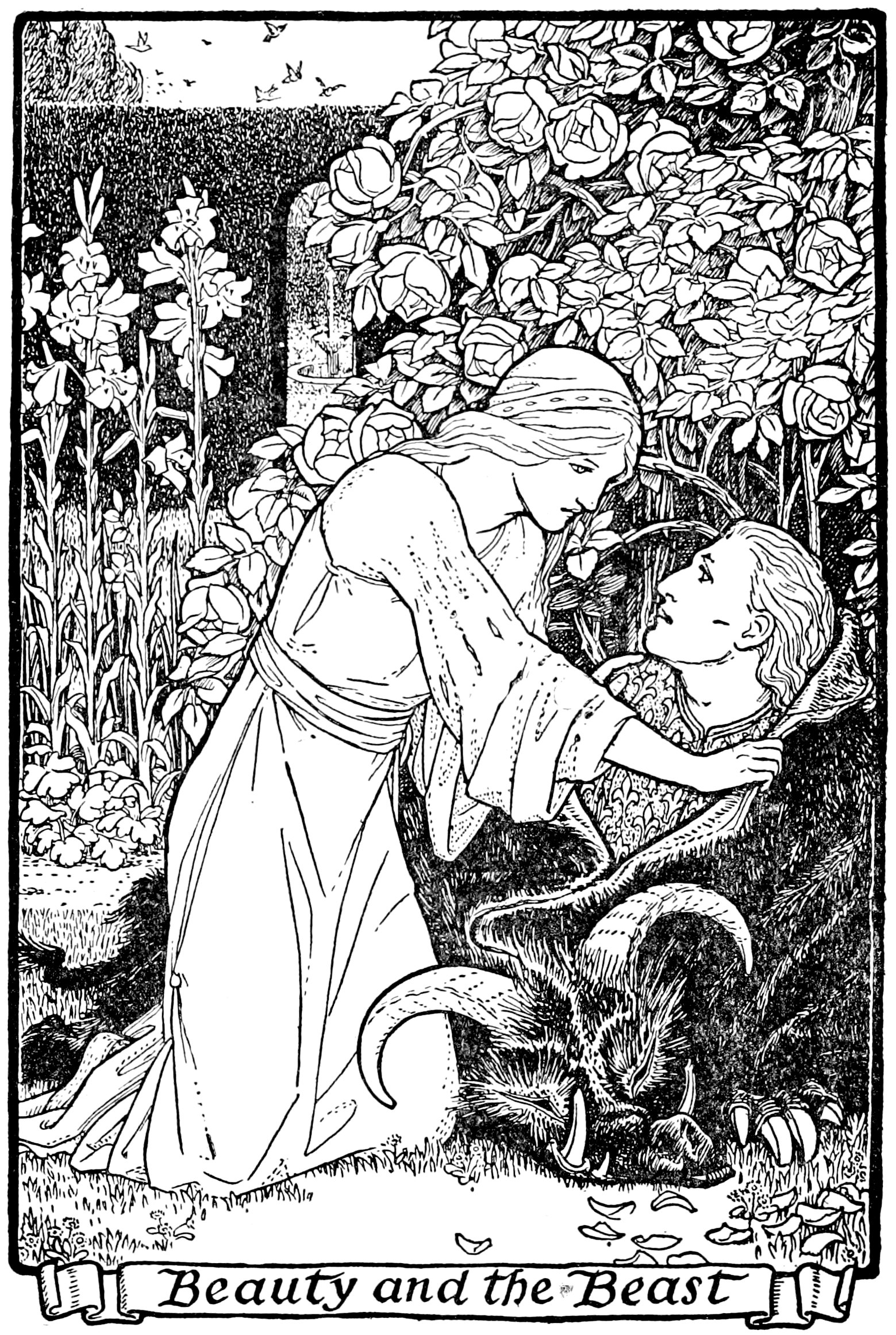
Afbeelding van Belle en het Beest in Europa's Fairy Book (New York en Londen, 1916).

Belle en het Beest of De Schone en het Beest is een traditioneel volksverhaal. De eerste gepubliceerde versie was een vertolking door Madame Gabrielle-Suzanne Barbot de Villeneuve, met andere sprookjes werd La Belle et la Bête uitgegeven in La Jeune américaine, et les contes marins in 1740.
De bekendste versie was een verkorting van M. Villeneuves werk uit 1756 door Mme Jeanne-Marie Leprince de Beaumont, in Magasin des enfants, ou dialogues entre une sage gouvernante et plusieurs de ses élèves; een Engelse vertaling (Beauty and the Beast) verscheen in 1757.
In 1991 bewerkte Walt Disney Pictures het verhaal tot een tekenfilm met dezelfde naam.
Gelijkaardige verhalen zijn onder andere de Hellenistische romance Cupido en Psyche (zie ook Cupido en Psyche) en Le Mouton (De Ram) door Madame d'Aulnoy.

## Verhaal
Het verhaal gaat over een familie, bestaande uit een vader, twee dochters en een zoon. De familie is door allerlei ellende aan lager wal geraakt. Wanneer de vader op reis moet in de hoop iets te redden van het familiefortuin, verdwaalt hij. Hij komt terecht in een vreemd kasteel, waar hij gastvrij onthaald wordt, doch op zo'n manier dat hij geen gastheer of personeel te zien krijgt. Wanneer hij door de kasteeltuin loopt, ziet hij de prachtige rozen, en plukt er eentje voor zijn dochter, Belle. Hierop verschijnt een woest beest ten tonele, dat hem verwijt dat hij na alle gastvrijheid zijn rozen wil stelen en hem dreigt te verscheuren. Als de vader uitlegt dat hij de roos plukte voor Belle staat het Beest erop dat hij zijn dochter naar het kasteel brengt. Alleen dan mag hij blijven leven. Met tegenzin doet de vader dit, omdat Belle hier ook op staat.
In de tijd dat Belle op het kasteel verblijft, krijgt ze vreemde dromen waarin een fee haar waarschuwt dat alles zal goed komen. Het Beest vraagt haar echter iedere avond opnieuw om haar hand en wanneer ze hem afwijst, rent hij tierend weg. Na een jaar mag Belle van het Beest drie dagen naar huis om haar familie weer te zien. Daar aangekomen ziet Belle dat het alweer beter met de familie gaat. Belle brengt hen ook prachtige geschenken namens het Beest, maar ze heeft zelf dusdanig mooie geschenken van hem gekregen dat haar broer en zus jaloers worden. Ze besluiten haar langer in huis te houden: dan wordt het Beest misschien wel zo woedend dat hij haar opvreet. Maar als Belle niet op tijd terug is, krijgt ze 's nachts een droom waarin ze het Beest stervend ziet liggen in de kasteeltuin. Ze spoedt zich erheen. Wanneer ze bij het stervende Beest openlijk haar liefde voor hem betuigt, verandert hij in een prins, die door boze machten in een Beest was veranderd en enkel genezen kon als hij ooit ware liefde vond. De fee, uit Belles dromen, was zijn beschermster, die Belle waarschuwde voor de dood van het Beest, waardoor Belle hem redden kon. Ze trouwen en leven nog lang en gelukkig.

## Bewerkingen
Het verhaal is, in het bijzonder, aangepast voor theater en televisie. In veel van deze aanpassingen is er een gemeenschappelijk probleem met het dramatische effect van het verhaal; tegen het einde van het verhaal is het publiek zo gewoon geraakt aan en gecharmeerd door het Beest, dat het een teleurstelling is wanneer hij weer in een prins verandert.
In 1987 verscheen de televisieserie Beauty and the Beast, die in 2012 een remake kreeg. Beide series werden ook in Nederland uitgezonden. Het verhaal heeft veel overeenkomsten met Belle en het Beest.
Het verhaal werd meerdere keren verfilmd. Allereerst regisseerde Jean Cocteau zijn Franse versie La Belle et la Bête in 1946. Daarna produceerde Disney in 1991 de animatiefilm Belle en het Beest. Deze film won 24 prijzen, waaronder 2 Oscars. Op zijn beurt leidde de Disneyfim tot een musical. In 2012 werd het door  
Marc Andreas Bochert onder de titel "Die Schöne und das Biest" voor de ZDF verfilmd met een enigszins aangepaste verhaallijn met rollen van onder meer Cornelia Gröschel, Maximilian Simonischek, Christoph Letkowski en Jürgen Tarrach.De Franse regisseur Christophe Gans bracht in 2014 een nieuwe verfilming van het verhaal uit, La belle et la bête, waarin Léa Seydoux en Vincent Cassel de hoofdrollen spelen.
Anne Provoost schreef in 2023 een bewerking van Belle en het Beest: De Roos en het Zwijn. 

## Trivia
- Belle en het Beest was de inspiratie voor Meat Loafs nummer (en clip) I'd Do Anything for Love (But I Won't Do That).[bron?]
- Godfried Bomans gebruikte in zijn toespraak bij de uitreiking van de Edison aan Françoise Hardy op het Grand Gala du Disque 1963 het verhaal La Belle et la Bête om zijn eigen uiterlijk af te zetten tegen dat van Hardy, er grappend aan toevoegend: "We zullen na afloop loten wie het is."[4]
- De Japanse anime-film Belle (2021) is een moderne variant, waarbij de romance zich afspeelt in een online metaverse maar zowel zangeres Belle als het Beest niet van elkaar weten wie ze echt zijn